# NGC 575
NGC 575 (również IC 1710, PGC 5634 lub UGC 1081) – galaktyka spiralna z poprzeczką (SBc), znajdująca się w gwiazdozbiorze Ryb. Odkrył ją Édouard Jean-Marie Stephan 17 października 1876 roku.